# Zunftzwang
Mit Zunftzwang wird der Umstand bezeichnet, dass bestimmte Berufe nur von Mitgliedern einer entsprechenden Zunft ausgeübt werden durften. Dieser Zunftzwang diente dem Konkurrenzschutz durch lokale Begrenzung der Zahl der Meister in einem Gewerbe und der ausgebildeten Gesellen, führte jedoch zu erheblichen Missbräuchen und Missständen, insbesondere zu einer engen Beschränkung der Chancen des Nachwuchses im Handwerk, die von ihren Meistern in vielerlei Hinsicht abhängig waren (Wohlverhaltensnachweise, Heiratsverbote, Mobilitätsbeschränkungen). Nur wenige Gewerbe und Meister konnten sich dem Zunftzwang legal entziehen, viele Gesellen taten dies illegal und mussten mit Verfolgung rechnen.
In der Folge u. a. der Handwerkerunruhen des 17. und 18. Jahrhunderts wurde jahrzehntelang kontrovers über eine Handwerksgesetzgebung im deutschen Reich diskutiert. Zum Hauptstreitpunkt geriet die Frage, ob bestimmte Zünfte mit einem Hauptladen in einer Stadt von dieser aus überregional reguliert werden sollten. Die Forderung nach Abschaffung dieser überregionalen Regulation stellte eine Waffe im Konkurrenzkampf der Städte untereinander dar. Durch den Augsburger Reichsschluss von 1731 wurde die Reichszunftsordnung geschaffen, die die überregionalen Verbindungen der Handwerksgesellen erheblich behinderte und eine Verschärfung des Zunftzwanges mit sich brachte.
Durch die Französische Revolution wurde der Zunftzwang in Frankreich aufgehoben, unter ihrem Einfluss während des Franzoseneinfalls ebenso in der Schweiz am 19. Oktober 1798, wo er jedoch später teilweise wieder wiederhergestellt wurde.
Die Einführung der Gewerbefreiheit fand Staat für Staat zu unterschiedlichen Terminen statt. In Preußen waren es die Stein-Hardenbergsche Reform am 2. November 1810, im Königreich Hannover 1813, in Hamburg, Bremen, dem Großherzogtum Oldenburg und dem Königreich Sachsen erst 1861, in Baden und Württemberg im Folgejahr und im Königreich Bayern gar erst 1868. Schließlich brachte die Gewerbeordnung des Norddeutschen Bundes von 1869 auch in denjenigen deutschen Staaten die Aufhebung des Zunftzwangs, die bis dahin noch keine Gewerbefreiheit eingeführt hatten. Die Zünfte blieben zwar bestehen, standen dem freien Wettbewerb aber nicht mehr im Weg. 1935 wurde über den großen Befähigungsnachweis für Handwerksmeister die Gewerbefreiheit wieder eingeschränkt, 1953 erneut durch den Erlass der Handwerksordnung. Auch heute sind die Berufsausübung und das Niederlassungsrecht für gewisse Berufe eingeschränkt, z. B. Ärzte und Apotheker.
In Österreich bestand der Zunftzwang bis zur Einführung der Österreichischen Gewerbeordnung von 1859.